# Guarigione della donna curva

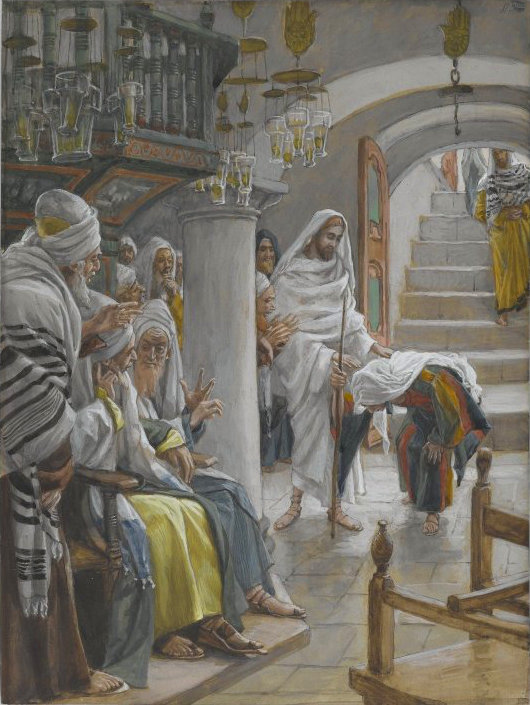
La donna inferma da diciotto anni (James Tissot, 1890 ca.)

La guarigione della donna curva è uno dei miracoli attribuiti a Gesù ed è raccontato dal Vangelo secondo Luca. 
Secondo il racconto, Gesù stava insegnando il giorno di sabato in una sinagoga. C'era là una donna che da diciotto anni aveva uno spirito che la teneva inferma; era curva e non poteva drizzarsi in nessun modo. Gesù la vide, la chiamò a sé e le disse: «Donna, sei libera dalla tua infermità». Pose le mani su di lei e subito quella si raddrizzò e glorificava Dio. Ma il capo della sinagoga, indignato perché Gesù aveva operato quella guarigione di sabato, disse alla folla: "Ci sono sei giorni in cui si deve lavorare; venite dunque in quelli a farvi curare e non in giorno di sabato". Il Signore gli rispose e disse: "Ipocriti, ciascuno di voi non scioglie, di sabato, il bue o l'asino dalla mangiatoia, per condurlo ad abbeverarsi? E questa figlia di Abramo, che Satana ha tenuto legata diciott'anni, non doveva essere sciolta da questo legame in giorno di sabato?". Mentre egli diceva queste cose, tutti i suoi avversari si vergognavano, mentre la folla intera esultava per tutte le meraviglie da lui compiute.